# Virgil I. Grissom
Virgil Ivan "Gus" Grissom, född 3 april 1926 i Mitchell i Indiana, död 27 januari 1967 vid Cape Canaveral Air Force Station i Florida, var en amerikansk astronaut och officer i USA:s flygvapen. Grissom blev uttagen i astronautgrupp 1 den 9 april 1959 för Mercuryprogrammet tillsammans med sex andra testflygare. Grissom omkom 1967 under en övning inför Apollo 1, i vad som var den första amerikanska rymd-relaterade dödsolyckan.

## Biografi
Grissoms första färd var en kastbanefärd med Mercury 4 i en kastbana ut över Atlanten. Flygningen varade i 15 minuter och 37 sekunder, vilket var 15 sekunder längre än Alan Shepards färd med Mercury 3, 87 dagar tidigare. Färden startade 21 juli 1961. Vid landningen i Atlanten öppnades luckan för tidigt och kapseln vattenfylldes. Grissom lyckades ta sig ut, men drunknade nästan då rymddräktens syreventil vid tillfället inte var stängd.
Andra färden blev med Gemini 3, tillsammans med John W. Young, vilket blev den första flermannabesättningen för USA. Färden skedde 23 mars 1965 och färden varade i 4 timmar, 55 minuter och 23 sekunder.
Tredje färden skulle ha blivit med Apollo 1 under tidig vår 1967. Men under en simulerad startövning på startplattan vid Cape Canaveral Air Force Station Pad 34-A tog inredningen eld inne i den syrefyllda kabinen. Grissom och hans medastronauter Edward H. White och Roger B. Chaffee omkom i branden.
En omfattande utredning följde, som bland annat ledde till en minskning av den stora mängden syntetmaterial i kapseln.

## Eftermäle
Nedslagskratern Grissom på månen, är uppkallad efter honom. Även asteroiden 2161 Grissom är uppkallad efter honom.